# Stowarzyszenie Przedsiębiorców Leśnych
Stowarzyszenie Przedsiębiorców Leśnych im. Mieczysława Wierzbickiego
Stowarzyszenie zrzesza przedsiębiorców prowadzących działalność gospodarczą w zakresie leśnictwa, świadczących usługi na rzecz Lasów Państwowych. Stowarzyszenie zostało założone w 1992 roku, pierwszą jego siedzibą były Pyskowice a od 1993 roku siedzibą jest Gołuchów. Stowarzyszenie jest zarejestrowane w Krajowym Rejestrze Sądowym pod numerem 2777. Obecnie Stowarzyszenie liczy około 200 członków.
Stowarzyszenie posiada sieć oddziałów i kół regionalnych obejmujących swym zasięgiem teren całego kraju. 
Cele jakie stawia sobie stowarzyszenie to:
- Reprezentacja interesów środowiska przedsiębiorców leśnych.
- Dbałość o jego należyty poziom zawodowy i etyczny.
- Kształtowanie świadomości prawnej i ekonomicznej członków Stowarzyszenia oraz podnoszenia ich kwalifikacji.
- Opieka nad rozwojem młodej kadry przedsiębiorców leśnych.
- Występowanie wobec organów administracji państwowej oraz samorządowych, instytucji i organizacji społecznych w sprawach dotyczących interesów środowiskowych, zawodowych i społecznych członków Stowarzyszenia.
- Organizowanie różnych form pomocy koleżeńskiej.
- Popularyzacja nowoczesnych technologii wykonywania prac leśnych.
- Podnoszenie wiedzy w zakresie bezpiecznych metod i technologii pracy w leśnictwie.

Stowarzyszenie jest również aktywnym członkiem innych organizacji, takich jak:
- ENFE – European Network of Forest Entrepreneurs (Europejskia Sieć Przedsiębiorców Leśnych),
- FSC – Forest Stwardship Council (Organizacja Dobrej Gospodarki Leśnej),
- IALC – International Association Logging Championships (Międzynarodowe Stowarzyszenie Drwali). ialc.ch. [zarchiwizowane z tego adresu (2011-07-06)]..